# كورت ويمر
كورت ويمر (بالإنجليزية: Kurt Wimmer)‏ هو مخرج ومنتج أفلام وكاتب سيناريو أمريكي.

## الأعمال
- توتال ريكول
- سولت
- ذا ريكروت
- إكويليبريوم

## وصلات خارجية
- كورت ويمر على موقع IMDb (الإنجليزية)
- كورت ويمر على موقع ألو سيني (الفرنسية)
- كورت ويمر على موقع أول موفي (الإنجليزية)
- كورت ويمر على موقع بوكس أوفيس موجو (الإنجليزية)
- كورت ويمر على موقع قاعدة بيانات الأفلام السويدية (السويدية)
- كورت ويمر على موقع قاعدة بيانات الفيلم (الإنجليزية)
- كورت ويمر على موقع كينوبويسك (الروسية)